# Raketenangriffe auf Huthi-Kräfte im Jemen 2024

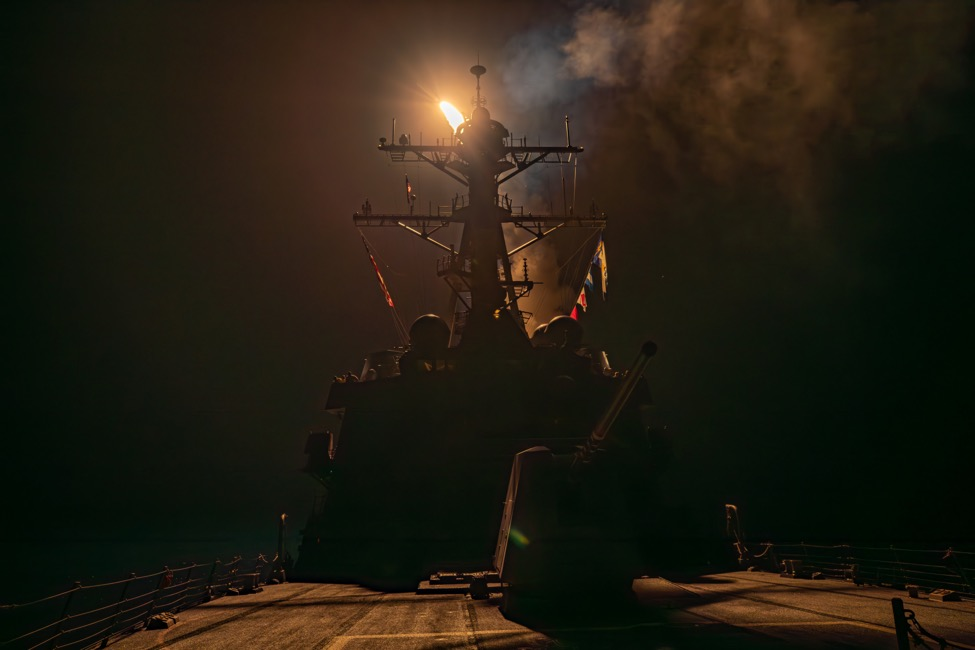
Ein Tomahawk-Marschflugkörper startet von einem US-Zerstörer.

Am 12. und 13. Januar 2024 starteten die Vereinigten Staaten und das Vereinigte Königreich mit Unterstützung Australiens, Bahrains, Kanadas und der Niederlande eine Reihe von Angriffen gegen die Huthi im Jemen mit Luftangriffen und Marschflugkörpern als Reaktion auf Angriffe der Terrororganisation auf Schiffe im Roten Meer. Die Angriffe der Huthi dienten der Unterstützung der Terrororganisation Hamas im Krieg zwischen Israel und der Hamas und wurden am Tag vor dem Angriff vom Sicherheitsrat der Vereinten Nationen verurteilt.
US-Präsident Joe Biden erklärte, er habe die Angriffe angeordnet, während der britische Premierminister Rishi Sunak sein Kabinett einberief, um die britische Beteiligung zu genehmigen. Nach Angaben amerikanischer Beamter sollten die Angriffe die Fähigkeit der Huthi beeinträchtigen, Ziele im Roten Meer anzugreifen; nach Angaben der Terrororganisation wurden mindestens fünf Personen getötet und sechs verwundet.

## Hintergrund
Ungefähr zehn Prozent des Welthandels laufen über das Rote Meer, da der Suezkanal das Mittelmeer mit dem Roten Meer verbindet und dies die kürzeste Verbindung auf dem Seeweg zwischen Asien und Europa darstellt. Die Alternativstrecke führt um das südafrikanische Kap der Guten Hoffnung. Sie verlängert die Transporte um einige Tage.

„Der Umweg über Südafrika dauert zehn bis zwölf Tage länger und hat höhere Kosten für die Container zu Folge. Bei den Kosten der Handelsgüter macht sich dies jedoch nicht bemerkbar.“

Am 16. Februar 2021 strich die Regierung Biden die offizielle politische und militärische Organisation der Huthi-Rebellen Ansar Allah von der schwarzen Liste der ausländischen terroristischen Organisationen (FTO), Da die Huthi einen Großteil des am dichtesten besiedelten Gebiets im Jemen kontrollieren, befürchtete die US-Regierung, dass ein solcher Eintrag in der sich derzeit verschärfenden politischen und sozio-ökonomischen Krise humanitäre Hilfslieferungen in den Jemen behindern würde. Im April 2022 vermittelten die Vereinten Nationen einen Waffenstillstand zwischen den Huthi und dem international anerkannten jemenitischen Präsidialrat, der zwar im darauffolgenden Oktober formell auslief, aber seit Dezember 2023 weiter gilt.
Mit Beginn des Krieges zwischen Israel und der Hamas im Oktober 2023 erklärte der vom Iran unterstützte, von den Huthi kontrollierte Oberste Politische Rat seine Unterstützung für die Hamas und begann mit Angriffen auf Handelsschiffe, die das Rote Meer durchquerten, insbesondere im Bab al-Mandab, der engen Meerenge, die das Rote Meer mit dem Golf von Aden verbindet. Die Huthi behaupteten anfangs, nur Handelsschiffe anzugreifen, die israelische Häfen anlaufen oder irgendeine Verbindung zu Israel haben. Sie weiteten später ihre Angriffe auf jegliche Schiffe gleich einer Zugehörigkeit zu Israel aus. Für ihre Angriffe auf Schiffe im Roten Meer setzen die Huthi Raketen und schnelle Angriffsboote ein, die mit leichten Maschinenkanonen, Maschinengewehren und Panzerabwehrraketen bewaffnet sind.
Vor dem Angriff der Huthi auf den Frachter Hangzhou hatten die Vereinigten Staaten insgesamt 24 Raketen und Drohnen der Rebellen abgeschossen und Marineschiffe zum Schutz der Schifffahrtswege im Roten Meer eingesetzt, waren aber nicht direkt mit den Huthi in Konflikt geraten. In der ersten Januarwoche befanden sich im Tagesdurchschnitt 105 Massengutfrachter und 58 Tanker im Transit, während es in der Vorwoche noch 115 Massengutfrachter und 70 Tanker waren.
Am 3. Januar stellten die Vereinigten Staaten und eine Gruppe von Ländern den Huthi ein letztes Ultimatum, ihre Aktivitäten einzustellen. In den Tagen vor dem Schlag forderten Mitglieder des US-Kongresses und des Pentagon eine starke und abschreckende Reaktion auf die Huthi. Einen Tag vor dem Angriff verabschiedete der Sicherheitsrat der Vereinten Nationen eine Resolution, in der er die Aggression der Huthi im Roten Meer verurteilte.

## Angriffe

Karte der angegriffenen Huthi-Stellungen

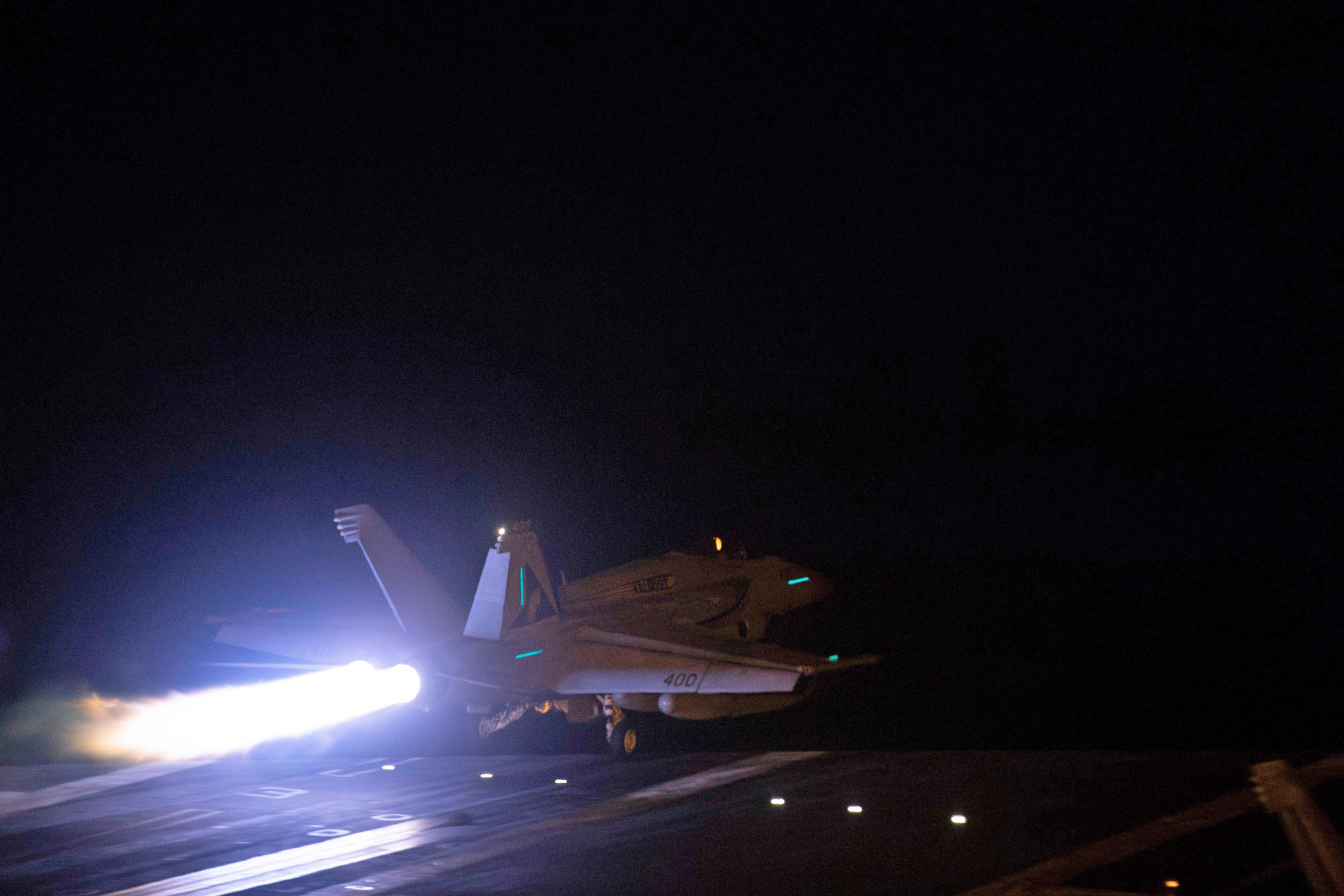
Ein F-18-Kampfflugzeug der US Navy hebt am 12. Januar 2024 vom Flugzeugträger Dwight D. Eisenhower zu den Luftangriffen auf den Jemen ab

### 12. Januar
Die Angriffe am 12. Januar begannen gegen 2:30 Uhr arabischer Standardzeit (UTC+3). Amerikanische Kampfjets, die mit präzisionsgelenkten Bomben ausgerüstet waren, wurden von regionalen Stützpunkten aus entsandt. Gleichzeitig starteten 22 Jets, darunter F18, vom Flugzeugträger Dwight D. Eisenhower. Darüber hinaus starteten von der Philippine Sea, Gravely und Mason sowie dem U-Boot Florida Tomahawk-Marschflugkörper. Die BBC berichtete, dass vier Eurofighter Typhoon der Royal Air Force, die vom Stützpunkt Akrotiri auf Zypern aus eingesetzt wurden, an dem Angriff beteiligt waren. Zwei Luftbetankungsflugzeuge des Typs Voyager der Royal Air Force unterstützten den Einsatz. Generalleutnant Douglas Sims gab bekannt, dass die Streitkräfte der USA und der Koalition mehr als 150 Geschosse eingesetzt haben, um mehr als 60 Ziele an fast 30 Orten zu treffen.
Das britische Verteidigungsministerium gab bekannt, dass es zwei Standorte ins Visier genommen hat. Der erste Standort, Bani im Nordwesten Jemens, wurde für den Start von Aufklärungs- und Angriffsdrohnen genutzt. Der zweite Standort war der Flugplatz ʿAbs, der nach Angaben des Verteidigungsministeriums für den Abschuss von Marschflugkörpern und Drohnen über dem Roten Meer genutzt wurde.
Es wurden Explosionen in Sanaa, al-Hudaida und Dhamar gemeldet. Zu den Zielen gehörten Logistikzentren, Luftabwehrsysteme und Waffenlager. Einem von den Huthi betriebenen Nachrichtensender zufolge wurden der Flughafen al-Hudaida, Flughafen Taʿizz, der Luftwaffenstützpunkt al-Dailami nördlich von Sanaa, ein Flughafen bei Hajjah und ein Lager östlich von Saʿda getroffen.

### Weitere Angriffe im Januar und Februar
Einen weiteren Angriff starteten die US-amerikanischen Streitkräfte nach eigenen Angaben des US Central Command am 13. Januar um 3:45 Uhr arabischer Standardzeit (UTC+3). Dabei seien von der Carney aus Tomahawk-Marschflugkörper gegen Infrastruktur der Huthi eingesetzt worden.
Das US-Militär erklärte bei einem Angriff am 14. Januar, einer seiner Kampfjets habe einen von al-Hudaida aus gestarteten Seezielflugkörper der Huthi abgefangen, der in Richtung des United States Ship Laboon unterwegs war. Das US-Militär und das Vereinigte Königreich bestritten außerdem, am selben Tag einen weiteren Angriff auf al-Hudaida durchgeführt zu haben. Sie sprachen von einer fehlgeleiteten Rakete der Huthi.
Nachdem die Angriffsversuche der Huthi auf Schiffe weitergingen, haben die USA erneut Raketen am 17. Januar abgefeuert und damit laut eigenen Angaben erfolgreich abschussbereite Raketen der Huthi zerstört.
Weitere Angriffe gegen die Huthi wurden zwischen dem 18. und 20. Januar geflogen. Von der Dwight D. Eisenhower gestartete Kampfflugzeuge zielten auf Seezielflugkörper der Huthi, die für den Angriff auf Schiffe im Golf von Aden vorbereitet wurden. Der jemenitische Fernsehsender al-Masirah meldete Luftangriffe im Stadtteil al-Jabaana von al-Hudaida.
Am 24. Januar explodierte eine Rakete der Huthi etwa hundert Meter steuerbordseitig des unter US-Flagge fahrenden Containerschiffs Maersk Detroit. Es transportierte Fracht des US-Verteidigungs-, des Außen- und des Entwicklungsministeriums sowie anderer Regierungsbehörden aus dem Oman und wurden von Schiffen der US-Marine begleitet, als sie sich in der Nähe des Bab al-Mandab auf dem Weg gen Norden befanden. Zwei weitere Raketen wurden von der  USS Gravely abgeschossen. Nach dem Vorfall setzte Mærsk die Fahrten unter amerikanischer Flagge im Roten Meer aus; die beiden Schiffe kehrten in den Golf von Aden zurück.
Am 3. Februar griffen das amerikanische und britische Militär Stellungen der Huthi im Jemen an. Zu den 36 Zielen an 13 Orten hätten Waffenlager, Raketensysteme und Abschussvorrichtungen, Luftverteidigungssysteme und Radargeräte gehört.

## Reaktionen

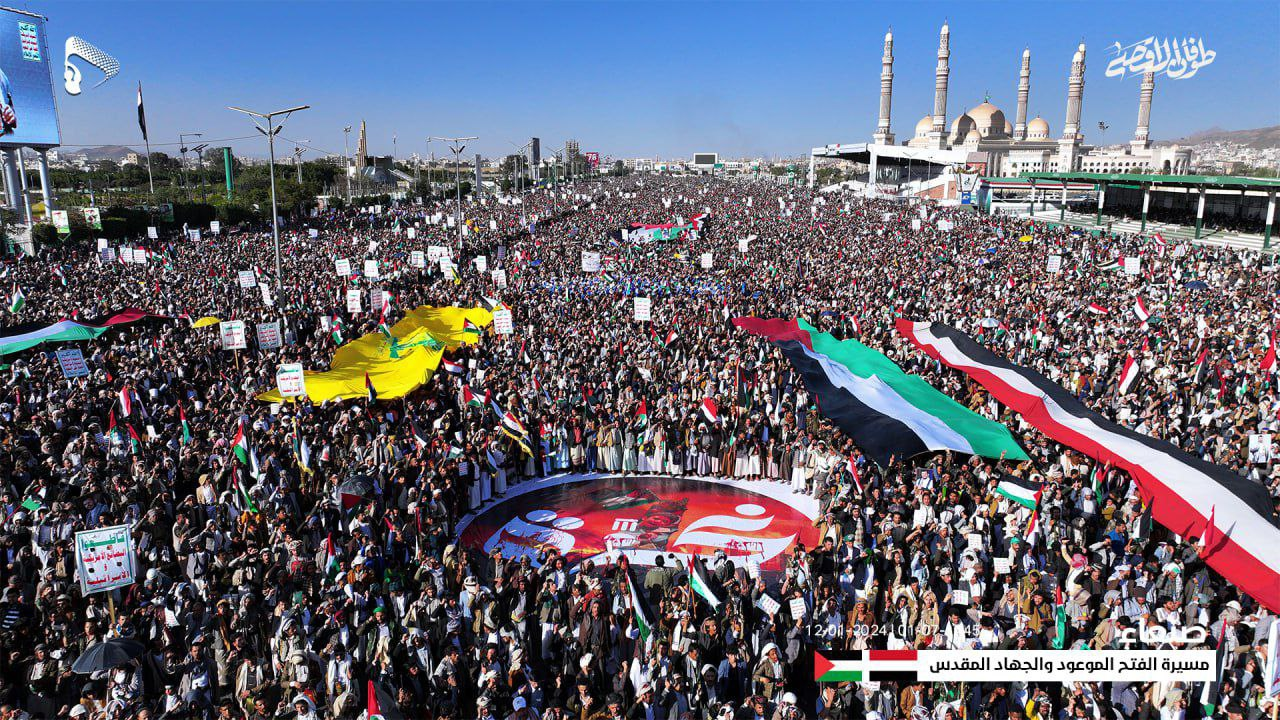
Protest in Sanaa

Biden erklärte, dass die Defensivmaßnahme auf die umfassende diplomatische Kampagne und die eskalierenden Angriffe der Huthi-Rebellen auf Handelsschiffe folge, und fügte hinzu, dass er nicht zögern werde, weitere Maßnahmen zu ergreifen, um „unsere Bevölkerung und den freien Fluss des internationalen Handels zu schützen, wenn nötig“.
Die Reaktionen im Kongress waren gemischt: Einige unterstützten die Angriffe, andere verurteilten Biden dafür, dass er ohne Zustimmung des Kongresses militärische Gewalt einsetzte. Einige Kritiker meinten, dass Biden gemäß Artikel 1 der Verfassung die Genehmigung des Kongresses einholen müsse, bevor er eine Militäraktion einleite, obwohl die War Powers Resolution von 1973 es dem Präsidenten erlaubt, einseitig militärische Maßnahmen zu ergreifen, dass er aber den Kongress innerhalb von 48 Stunden benachrichtigen müsse. Der Führer der Republikaner im Senat, Mitch McConnell, begrüßte die Aktion, sagte aber, die Entscheidung des Präsidenten sei überfällig.
Die Bundesministerin des Auswärtigen Annalena Baerbock kündigte politische Unterstützung an. Sie sagte, die Europäische Union prüfe derzeit mit Hochdruck, „wie wir die Stabilisierung im Roten Meer auch selbst stärken und zu dieser Stabilisierung beitragen können“, was im europäischen Rahmen gemeinsam beschlossen werden solle.
Der Hamas-Funktionär Sami Abu Zuhri erklärte in einer Presseerklärung, dass „die US-amerikanisch-britische Aggression gegen die jemenitischen Streitkräfte die gesamte Nation provoziert und auf die Absicht hindeutet, die Konfliktzone über die Grenzen des Gazastreifens hinaus auszuweiten, was Auswirkungen hat“. Nach den ersten Angriffen am 12. Januar fanden in Sanaa und in anderen von den Huthi kontrollierten Städten wie al-Hudaida und Ibb Proteste statt, an denen Hunderttausende Menschen teilnahmen, um die Militäraktionen der USA und Großbritanniens zu verurteilen, wobei die Demonstranten „Tod für Amerika“ und „Tod für Israel“ skandierten. Auch die Hisbollah äußerte Ablehnung. Hingegen äußerte die international anerkannte jemenitische Regierung gegenüber der Nachrichtenagentur Saba, dass sie die Militäraktionen der Huthi scharf verurteilt und sie beschuldigt, „das Land zu Propagandazwecken in eine militärische Konfrontationsarena zu ziehen“ und „in irreführender Weise mit der Unterstützung der Palästinenser in Verbindung zu bringen“.
Mehrere Stunden nach den Angriffen versammelten sich Demonstranten von Code Pink und der ANSWER-Koalition vor dem Weißen Haus. In New York City versammelten sich pro-palästinensische Demonstranten am Times Square.
Mehrere Schifffahrtsverbände empfahlen ihren Mitgliedern, die Durchfahrt durch das Rote Meer zu vermeiden. In einer gemeinsamen Erklärung von 26 im Jemen tätigen Hilfsorganisationen wurde die Sorge geäußert, dass die militärische Eskalation „die Situation für die gefährdete Zivilbevölkerung nur verschlimmern und die Hilfsorganisationen daran hindern wird, wichtige Dienste zu leisten“. Sie forderte alle Parteien auf, „diplomatischen Wegen den Vorrang vor militärischen Optionen zu geben, um die Krise zu deeskalieren und den Fortschritt der Friedensbemühungen im Jemen zu sichern“.

### Einschätzungen
Nach Angaben von Generalleutnant Douglas Sims haben die Angriffe das Ziel erreicht, die Fähigkeit der Huthi zu beeinträchtigen, komplexe Drohnen- und Raketenangriffe wie den vom 10. Januar zu starten. Zwei US-Beamte schätzten gegenüber der New York Times ein, dass die Angriffsfähigkeit der Huthi um 20 bis 30 Prozent gemindert wurde. Obwohl etwa 90 Prozent der angegriffenen Ziele beschädigt oder zerstört wurden, ergänzten die Beamten, dass sich die Lokalisierung von Huthi-Zielen als schwieriger erwiesen habe als erwartet.
Laut jemenitischen Quellen, die mit Sky News Arabia sprachen, wurden bis zum 21. Januar mindestens 75 Kämpfer der Huthi, darunter sechs Mitglieder der libanesischen Hisbollah, drei islamische Revolutionsgardisten und zwei vom Iran unterstützte irakische Kämpfer, bei den Bombardements getötet.